# Alex Junior Christian
Alex Junior Christian (Puerto Príncipe, 5 de diciembre de 1993) es un futbolista haitiano. Juega de defensa y su equipo es el F. C. Hayk de la Primera Liga de Armenia.

## Trayectoria
Christian comenzó su carrera en su país, y en 2014 continuó en Portugal. En junio de 2015 fichó por el Boavista F. C. de la Primeira Liga.

## Selección nacional
Debutó por la selección de Haití el 27 de marzo de 2015 ante China por un amistoso.

### Participaciones en copas continentales
| Copa                            | Sede           | Resultado      |
| ------------------------------- | -------------- | -------------- |
| Copa América Centenario         | Estados Unidos | Fase de grupos |
| Copa de Oro de la Concacaf 2019 | Norteamérica   | Semifinal      |
| Copa de Oro de la Concacaf 2021 | Estados Unidos | Fase de grupos |

## Clubes
| Club                     | País           | Año           |
| ------------------------ | -------------- | ------------- |
| Violette A. C.           | Haití          | 2012-2013     |
| Ironbound Soul SC        | Estados Unidos | 2014          |
| S. C. Vila Real          | Portugal       | 2014-2015     |
| Boavista F. C.           | Portugal       | 2015-2017     |
| S. C. Vila Real (cedido) | Portugal       | 2015-2016     |
| A. D. Camacha (cedido)   | Portugal       | 2016-2017     |
| Gandzasar Kapan F. C.    | Armenia        | 2017-2019     |
| F. C. Ararat-Armenia     | Armenia        | 2019-2021     |
| F. C. Atyrau             | Kazajistán     | 2021          |
| F. C. Taraz              | Kazajistán     | 2022          |
| F. C. Telavi             | Georgia        | 2023          |
| F. C. Aksu               | Kazajistán     | 2023          |
| F. C. West Armenia       | Armenia        | 2024-2025     |
| F. C. Hayk               | Armenia        | 2025-presente |

## Palmarés

### Títulos nacionales
| Título                  | Club                  | País    | Año     |
| ----------------------- | --------------------- | ------- | ------- |
| Copa de Armenia         | Gandzasar Kapan F. C. | Armenia | 2017-18 |
| Liga Premier de Armenia | F. C. Ararat-Armenia  | Armenia | 2018-19 |
| Supercopa de Armenia    | F. C. Ararat-Armenia  | Armenia | 2019    |
| Liga Premier de Armenia | F. C. Ararat-Armenia  | Armenia | 2019-20 |